# Lorenz Schindelholz
Lorenz Schindelholz (* 23. Juli 1966, Herbetswil, Solothurn) ist ein ehemaliger Schweizer Bobsportler.
Schindelholz nahm an den Olympischen Winterspielen 1992 in Albertville teil, wo er im Viererbobrennen im Team mit Curdin Morell, Donat Acklin und Gustav Weder die Bronzemedaille erringen konnte.
Schon davor war Schindelholz sehr erfolgreich, da er bei den Weltmeisterschaften 1989 und 1990 zusammen mit Bruno Gerber, Curdin Morell und Gustav Weder jeweils die Goldmedaille erringen konnte. 1991 verdrängten die langjährigen deutschen Rivalen das Team auf den zweiten Platz. 
In den Europameisterschaften kam das Team 1990 auf den ersten und 1991 auf den dritten Platz.

## Erfolge
- Bronzemedaille Olympia Albertville 1992
- Weltmeister 1989 und 1990
- Europameister 1990